# Maricopa (Arizona)
Maricopa es una ciudad ubicada en el condado de Pinal en el estado estadounidense de Arizona. En el censo de 2010 tenía una población de 43 482 habitantes y una densidad poblacional de 352,91 personas por km².

## Geografía
Maricopa se encuentra ubicada en las coordenadas 33°2′44″N 112°0′56″O / 33.04556, -112.01556. Según la Oficina del Censo de los Estados Unidos, Maricopa tiene una superficie total de 123,21 km², de la cual 122,94 km² corresponden a tierra firme y (0,22%) 0,27 km² es agua.

## Demografía
Según el censo de 2010, había 43.482 personas residiendo en Maricopa. La densidad de población era de 352,91 hab./km². De los 43.482 habitantes, Maricopa estaba compuesto por el 70,21% blancos, el 9,67% eran afroamericanos, el 1,98% eran amerindios, el 4,14% eran asiáticos, el 0,27% eran isleños del Pacífico, el 8,46% eran de otras razas y el 5,26% pertenecían a dos o más razas. Del total de la población el 24,42% eran hispanos o latinos de cualquier raza.